# Ковк (Айдовщина)
Ковк (словен. Kovk) — розсіяне поселення на краю карстового плато на північ вище м. Айдовщина в общині Айдовщина. Висота над рівнем моря: 824,3 метрів.